# Goldwyn Pictures
Goldwyn Pictures Corporation – amerykańska wytwórnia filmowa założona w 1916 roku przez Samuela Goldfisha we współpracy z broadwayowskimi producentami teatralnymi Edgarem i Archibaldem Selwyn. Z połączenia obu nazwisk powstała nazwa Goldwyn, którą Samuel przyjął później jako swoje nowe nazwisko.
Najbardziej interesującymi artystycznie filmami wytwórni były: Kara (1920), As kier (1921), Dusze na sprzedaż (1923) i Dzikie pomarańcze (1924).

## Historia
Początkowo wytwórnia wynajmowała pomieszczenia i wyposażenie od Solax Studios, które podobnie jak wiele wczesnych wytwórni filmowych, miało swoją siedzibę w Fort Lee w stanie New Jersey. W 1920 roku firma przejęła Triangle Studios z Culver City, a w Nowym Jorku wynajmowała dwa inne studia. W latach 20. Goldwyn został zmuszony przez swoich wspólników do włączenia Goldwyn Pictures do Shubert Organization, którą zarządzał teatralny impresario Lee Shubert. Pozostał jednak w wytwórni do 1922 roku (nie jest jasne, czy odszedł z niej dobrowolnie, czy został wyrzucony). Rok później założył nowe przedsiębiorstwo Samuel Goldwyn Productions.
Odejście jednego z bardziej uzdolnionych managerów sprawiło, że Goldwyn Pictures popadło w problemy finansowe. Z tego powodu Shubert postanowił w 1924 roku sprzedać je właścicielowi sieci kin i finansiście Marcusowi Loewowi, który kilka lat wcześniej kupił też Metro Pictures.
W kwietniu 1924 roku Loew nabył także przedsiębiorstwo produkcji filmów Louisa B. Mayera, które połączył z Metro Pictures i Goldwyn Pictures tworząc w ten sposób Metro-Goldwyn Pictures Corporation. Zgodnie z umową Mayer został szefem trzech połączonych studiów Hollywood, a asystent Mayera, Irving Thalberg zajął się produkcją filmów. W 1925 r. Mayer dodał swoje nazwisko do nazwy wytwórni, która do dziś nosi nazwę Metro-Goldwyn-Mayer.

## Logo
Najbardziej rozpoznawalnym symbolem studia Goldwyn Pictures, a później wytwórni MGM stał się lew. Logo to w 1917 roku zaprojektował Howard Dietz, który inspirował się bojową pieśnią sportowców z uniwersytetu Columbia „Roar, Lion, Roar”, których maskotką był lew. Postanowił umieścić go w pierścieniu zrobionym z taśmy filmowej, na którym widniało łacińskie motto „Art Gratia Artis” czyli „sztuka dla sztuki”. Gdy w 1924 roku z połączenia studia Goldwyn Pictures, wytwórni Metro Pictures i przedsiębiorstwa Louisa B. Mayera powstała wytwórnia MGM, która przejęła logo z lwem, Dietz wprowadził do niego kilka poprawek.